# Chantal Kopf
Chantal Kopf (nascida a 20 de março de 1995) é uma política alemã da Aliança 90/Os Verdes que serve como membro do Bundestag desde as eleições federais alemãs de 2021. representando o círculo eleitoral de Friburgo.
Durante os seus estudos, Kopf geriu o escritório de Freiburg de Kerstin Andreae.
No parlamento, Kopf serve na Comissão de Assuntos Europeus. Além das suas atribuições nos comités, ela é membro da delegação alemã à Assembleia Parlamentar Franco-Alemã desde 2022.